# Facchinetti (famiglia)
La casata dei Facchinetti fu una nobile famiglia bolognese.

## Storia
Capostipite della casata fu Antonio Facchinetti, figlio di Navarino, originario della Val d'Ossola, che agli inizi del Cinquecento abbandonò il luogo di origine per trasferirsi a Bologna. Fu il padre del papa Innocenzo IX.
Col seppur breve pontificato di Innocenzo IX, le sorti della famiglia mutarono considerevolmente, al punto che il nipote di quest'ultimo, Cesare, figlio di Antonia (sorella del pontefice) e di Antonio Titta da Trento, ottenne nel 1592 (anno dopo la morte del papa) dal duca di Parma il feudo e il castello di Vianino, che era appartenuto alla famiglia Pallavicini, col titolo annesso di marchese, a patto di mutare il proprio cognome in Facchinetti per ragioni di prestigio. Il possedimento rimase nelle mani della famiglia Facchinetti sino al 1647, quando venne venduto per ragioni economiche.
Il figlio di Cesare, Ludovico, ottenne in dote dalla moglie Violante da Correggio la contea di Coenzo nel 1606.
La famiglia si estinse alla morte, nel 1716, di Violante, figlia di Innocenzo, III marchese di Vianino, la quale aveva sposato Giovanni Battista Pamphili, II principe di San Martino al Cimino e Valmontone. Questa dispose il lascito dei propri beni al figlio secondogenito, Girolamo, il quale alla morte del fratello maggiore si ritrovò erede anche di tutti i beni della casata dei Pamphili, ma morì senza eredi.

## Albero genealogico
|                                            |                                                                   |                                                                            |                                                                            |                                                                        |                                                                  |                                                                    |                                                                    |
|                                            | FACCHINETTI                                                       |                                                                            |                                                                            |                                                                        |                                                                  |                                                                    |                                                                    |
|                                            |                                                                   |                                                                            |                                                                            |                                                                        |                                                                  |                                                                    |                                                                    |
|                                            |                                                                   |                                                                            |                                                                            |                                                                        |                                                                  |                                                                    |                                                                    |
|                                            | Navarino                                                          |                                                                            |                                                                            |                                                                        |                                                                  |                                                                    |                                                                    |
|                                            |                                                                   |                                                                            |                                                                            |                                                                        |                                                                  |                                                                    |                                                                    |
|                                            |                                                                   |                                                                            |                                                                            |                                                                        |                                                                  |                                                                    |                                                                    |
|                                            | Antonio detto il Facchinetto della Noce fl. 1514 ⚭ Francesca Cini |                                                                            |                                                                            |                                                                        |                                                                  |                                                                    |                                                                    |
|                                            |                                                                   |                                                                            |                                                                            |                                                                        |                                                                  |                                                                    |                                                                    |
|                                            |                                                                   |                                                                            |                                                                            |                                                                        |                                                                  |                                                                    |                                                                    |
| Innocenzo IX 1519-1591                     | Innocenzo IX 1519-1591                                            | Antonia ⚭ Antonio Titta                                                    | Antonia ⚭ Antonio Titta                                                    |                                                                        |                                                                  |                                                                    |                                                                    |
|                                            |                                                                   |                                                                            |                                                                            |                                                                        |                                                                  |                                                                    |                                                                    |
|                                            |                                                                   |                                                                            |                                                                            |                                                                        |                                                                  |                                                                    |                                                                    |
|                                            |                                                                   | Cesare -1606 I marchese di Vianino ⚭ Giovanna Sampieri                     |                                                                            |                                                                        |                                                                  |                                                                    |                                                                    |
|                                            |                                                                   |                                                                            |                                                                            |                                                                        |                                                                  |                                                                    |                                                                    |
|                                            |                                                                   |                                                                            |                                                                            |                                                                        |                                                                  |                                                                    |                                                                    |
| Giovanni Antonio 1575-1606                 | Giovanni Antonio 1575-1606                                        | Ludovico 1590-1655 II marchese di Vianino ⚭ contessa Violante da Correggio | Ludovico 1590-1655 II marchese di Vianino ⚭ contessa Violante da Correggio | Francesca ⚭ Prospero Castelli                                          | Francesca ⚭ Prospero Castelli                                    |                                                                    |                                                                    |
|                                            |                                                                   |                                                                            |                                                                            |                                                                        |                                                                  |                                                                    |                                                                    |
|                                            |                                                                   |                                                                            |                                                                            |                                                                        |                                                                  |                                                                    |                                                                    |
| Giovanna 1613-1678 ⚭ conte Alfonso Rangoni | Giovanna 1613-1678 ⚭ conte Alfonso Rangoni                        | Cesare 1608-1683                                                           | Cesare 1608-1683                                                           | Innocenzo 1611-1662 III marchese di Vianino ⚭ Ippolita Albergati       | Innocenzo 1611-1662 III marchese di Vianino ⚭ Ippolita Albergati |                                                                    |                                                                    |
|                                            |                                                                   |                                                                            |                                                                            |                                                                        |                                                                  |                                                                    |                                                                    |
|                                            |                                                                   |                                                                            |                                                                            |                                                                        |                                                                  |                                                                    |                                                                    |
|                                            |                                                                   |                                                                            |                                                                            | Violante 1649-1716 IV marchesa di Vianino ⚭ Giovanni Battista Pamphili |                                                                  |                                                                    |                                                                    |
|                                            |                                                                   |                                                                            |                                                                            |                                                                        |                                                                  |                                                                    |                                                                    |
|                                            |                                                                   |                                                                            |                                                                            |                                                                        |                                                                  |                                                                    |                                                                    |
|                                            |                                                                   | Girolamo Pamphili 1678-1760 ⚭ Olimpia Caffarelli                           | Girolamo Pamphili 1678-1760 ⚭ Olimpia Caffarelli                           | Camillo Filippo Pamphili 1675-1747 ⚭ Teresa Grillo                     | Camillo Filippo Pamphili 1675-1747 ⚭ Teresa Grillo               | Olimpia Pamphili 1672-1751 ⚭ Filippo Alessandro Colonna di Paliano | Olimpia Pamphili 1672-1751 ⚭ Filippo Alessandro Colonna di Paliano |

## Marchesi di Vianino (1592)
- Cesare (†1606), I marchese di Vianino
- Lodovico (1590-1655), II marchese di Vianino
- Innocenzo (1611-1662), III marchese di Vianino
- Violante (1649-1716), IV marchesa di Vianino

Casata estinta

## Personaggi illustri
- Giovanni Antonio Facchinetti (1519-1591), cardinale, poi papa col nome di Innocenzo IX
- Giovanni Antonio Facchinetti de Nuce (1575-1606), cardinale
- Cesare Facchinetti (1608-1683), cardinale